# Peole
Peole (Preliminaire Eole) fue el primer satélite meteorológico experimental francés, lanzado el 24 de diciembre de 1970 mediante un cohete Diamant desde el puerto espacial de Kourou, en la Guayana Francesa. Fue diseñado y lanzado por el CNES.
La misión de Peole fue comprobar la posibilidad de obtener datos, incluyendo la velocidad del viento, mediante la recepción de telemetría y datos de seguimiento de globos meteorológicos alrededor de todo el mundo. El satélite también realizó pruebas de estabilización y control de actitud mediante gradiente gravitatorio y pruebas con equipo meteorológico experimental que más tarde sería utilizado en el satélite Eole 1. También  se experimentó sobre la forma en que la radiación espacial afecta a células solares compuestas por capas de sulfuro de cadmio y teluro de cadmio.
El satélite tenía forma de un octaedro regular de 0,7 metros de un extremo a otro y 0,55 m de largo, con ocho paneles solares que contenían en total 5920 células solares, y que se desplegaban a un ángulo de 45 grados de la parte superior de la estructura. El satélite recibía los comandos de control a 136,35 MHz y la telemetría de los globos a 400,19 MHz.
La misión del satélite fue exitosa, y prácticamente todos los sistemas probados en él fueron utilizados en Eole 1. El satélite reentró en la atmósfera el 16 de junio de 1980.